# Girard (Texas)
Girard és una concentració de població designada pel cens dels Estats Units a l'estat de Texas. Segons el cens del 2000 tenia 62 habitants.

## Demografia
Segons el cens del 2000, Girard tenia 62 habitants, 21 habitatges, i 16 famílies. La densitat de població era de 16,4 habitants per km².
Dels 21 habitatges en un 38,1% hi vivien nens de menys de 18 anys, en un 71,4% hi vivien parelles casades, en un 4,8% dones solteres, i en un 23,8% no eren unitats familiars. En el 23,8% dels habitatges hi vivien persones soles el 23,8% de les quals corresponia a persones de 65 anys o més que vivien soles. El nombre mitjà de persones vivint en cada habitatge era de 2,95 i el nombre mitjà de persones que vivien en cada família era de 3,56.
Per edats la població es repartia de la següent manera: un 32,3% tenia menys de 18 anys, un 6,5% entre 18 i 24, un 22,6% entre 25 i 44, un 14,5% de 45 a 60 i un 24,2% 65 anys o més.
L'edat mediana era de 39 anys. Per cada 100 dones de 18 o més anys hi havia 100 homes.
La renda mediana per habitatge era de 24.500 $ i la renda mediana per família de 30.417 $. Els homes tenien una renda mediana de 23.333 $ mentre que les dones 41.250 $. La renda per capita de la població era de 9.653 $. Aproximadament el 17,6% de les famílies i el 19,2% de la població estaven per davall del llindar de pobresa.

## Poblacions més properes
El següent diagrama mostra les poblacions més properes.